# Eodendrus conspicuus
Eodendrus conspicuus är en stekelart som först beskrevs av Granger 1949.  Eodendrus conspicuus ingår i släktet Eodendrus och familjen bracksteklar. Inga underarter finns listade i Catalogue of Life.